# エンリケ航海王子

エンリケ航海王子の紋章。「Talant de bíẽ faire」（成すことへの渇望）をモットーとした。

エンリケ航海王子（エンリケこうかいおうじ、Infante Dom Henrique、1394年3月4日 - 1460年11月13日）は、ポルトガル王国の王子であり、自らは航海しなかったが、大航海時代の初期における重要人物の1人である。アヴィス王朝を開いたジョアン1世の子であり、後に初代のヴィゼウ公となる。
名は単に「エンリケ王子」（Infante Dom Henrique）だが、歴史資料などにおいても、「航海王子」（Infante de SagresもしくはO Navegador）の称とともに呼ばれていることが常である。英語圏ではPrince Henry the Navigatorと通称されており、その影響により日本においても英語風に「ヘンリー航海王子」と記述されることもある。他に、「エンリケ親王」と呼ばれることもある。
1960年にポルトガルでエンリケ航海王子勲章が創設され、1996年に発行された10000エスクード紙幣に肖像が印刷されていた。

## 概要

キリスト騎士団の紋章

1394年、ポルトガルのポルトにおいて、エンリケはジョアン1世と、ランカスター公ジョン・オブ・ゴーントの娘であるフィリパとの間に生まれた。ジョアン1世の子としては第5子であり三男に当たる。
その生涯において、探検事業家、パトロンとして航海者たちを援助するとともに指導し、それまで未知の領域だったアフリカ西岸を踏破させるなどしたことで、大航海時代の幕を開いた。
1420年5月25日、エンリケはテンプル騎士団の後継であるキリスト騎士団の指導者となり、その死に到るまでその地位にあると共に、莫大な資産を保有する騎士団による援助によって、自らの探検事業の強力な資金源とした。このため、特に1440年代までにかけ、エンリケは大西洋への進出に並々ならぬ情熱を傾けると同時に、騎士団における重責についてもおろそかにはせず、以後はキリスト教を熱烈に信奉する。
エンリケ王子の人物像としては、その辿った足跡が果たしてどこまで事実であるのか、後世の創作によるものであるのか、多くの謎がある。探検事業の動機や目的についても、種々の説がある。

## 略歴

### セウタ遠征
1414年、21歳となったエンリケは、父ジョアン1世とともに、ジブラルタル海峡に接しイスラーム勢力が立てこもる都市、アフリカ北岸にあるセウタの攻略戦に参加する。翌年8月にはセウタの攻略が完了し、ポルトガルはアフリカ一帯への進出を始める準備が整うこととなった。同時に、この出征において武功を立てたエンリケは騎士に叙され、ジョアン1世によって新たに設けられたヴィゼウ公の位に就いた。
この間、イスラムの地にあって、プレステ・ジョアンの伝説を聞き、サハラ砂漠を越えるキャラバンなどイスラム貿易の実態を垣間見るなどしたことで、エンリケはイスラム商人を介することなく金と香辛料を求める活路を見出すために、アフリカ西岸航路の開拓、ひいてはインド航路開拓への野望を抱くようになった、とされる。

### 王子の村
正確な年は定かでなく1416年であるとされているが、ポルトガルの最南西端にあるサン・ヴィセンテ岬の、今日ではサグレスと呼ばれる一帯に、「王子の村」（Vila do Infante）を建設した、とされる。
この村に、造船所、気象台（天体観測所）、航海術や地図製作術を学ぶ学校などを建設し、各種の航海術や地図製作技術に大きな発展をもたらした。この時期に、当時の地図製作の権威の一人である、ジェフダ・クレスケスを招聘し、既存の地図の集成を行わせ、後の冒険の足がかりを築かせた。同時に、この港の恩恵を被ったことで、この地に程近いラゴスは造船地帯として発展を遂げた。
上記のような話が伝えられているが、この王子の村については裏付けが取れていない部分も多く、存在したこと自体は否定されていないものの、幾つかの逸話については後世の創作ではないかとの疑いもあり、特に航海学校の存在については後世の創作であるとの見方が今日では有力となっているが、1587年にフランシス・ドレーク率いるイギリス艦隊がサグレスを襲撃し、この時にエンリケ王子ゆかりの品々が破壊されているため、もはや実態は分からない。

### アフリカ西岸の探検
1419年、前年12月にエンリケが派遣したジョアン・ゴンサルヴェス・ザルコとトリスタン・ヴァス・テイシェイラによって、マデイラ諸島が「発見」され、翌年から植民地化が始められた。これはエンリケの事業にとって、最初の成果となるものである。
1427年、ディオゴ・デ・シルベスがアゾレス諸島を発見し、以後、この諸島においてゴンサロ・ヴェーリョ・カブラルらが探検行を行った。
エンリケの時代まで、ヨーロッパの人々に知られていたアフリカ沿岸の最南端の地はカナリア諸島より200キロ南に位置するボハドル岬であったが、この頃、ボハドル岬の先には世界の果てがあり、煮えたぎる海が広がっていると信じられており、当時の航海者の間でこの迷信に対する恐怖は絶大なもので、ボハドル岬を越えての航海を実現させることは不可能に等しかった。エンリケは1422年頃からこの迷信に挑み続け、たびたび探検隊を派遣したが、失敗を繰り返していた。1434年に到って、エンリケがジル・エアネスに与えて派遣した探検隊によって、この地が踏破され、これにより航海者に長く信じられた迷信が打破された。このことは後の未知の地への探検行を促した点で重要な出来事となった。
1433年、死去したジョアン1世の跡を受けてポルトガル国王に即位したエンリケの兄ドゥアルテ1世は、ボハドル岬以遠の新規到達地における商業上の利益の内、その5分の1をエンリケに支払う旨を約した。
1437年、周囲の反対を押し切って北アフリカのタンジールに派兵するが、イスラム勢力に完敗し、失敗に終った。この時、弟であるフェルナンド王子が捕らえられ、王子は40歳で死去するまでの6年間を捕虜としてその地で送ることとなるなどし、この失敗により、エンリケの軍事上の評価は地に落ち、これ以後、エンリケは晩年に到るまで、その身を国内政治と探検事業のみに捧げることとなる。
1438年、ドゥアルテ1世の治世がわずか5年で終わると、エンリケは、ドゥアルテ1世から与えられた自らの特権についての保証を得ることを見返りに、もう一人の兄であるコインブラ公ペドロを支持し、筋書き通り、ドゥアルテの子で、エンリケとペドロにとっては甥にあたる、わずか6歳のアフォンソをアフォンソ5世として即位させ、摂政となったペドロとともにこれを支えた。このアフォンソ5世の治世において、アゾレス諸島の植民地化が本格的に始まった。
この頃、ポルトガルにおいて新たに開発されたキャラベル船によって、探検事業は飛躍的な進展を遂げることとなる。1441年、ヌーノ・トリスタンとアントン・ゴンサウヴェスによって、現在のモーリタニア沿岸に位置するブランコ岬に到達。1443年にはアルギン湾に達し、1448年にこの地にポルトガルの要塞を築いた。
1444年、バルトロメウ・ディアスの父であるディニス・ディアスがセネガル川とヴェルデ岬に到達。ギニアを訪れると共に、サハラ砂漠の南端に達した。これによりエンリケは、サハラ砂漠を通過するキャラバンに頼ることなくアフリカ南部の富を手に入れる航路を確立するという、当初の目的を達した。アフリカ南部から大量の金を得ることができるようになったことで、1452年にはポルトガルでは初となる金貨が鋳造された。
この時期になると、エンリケは国政の関与においても多忙を極め、後世に残るものとしては、コインブラ大学に天文学の講座を設けるなどの施策を行っている。
1444年から1446年にかけ、およそ14隻の探検船がラゴスの港より出港した。1450年代、カーボベルデにおいて群島が発見され、1460年には探検行は今日のシエラレオネ沿岸にまで達した。
シエラレオネに到達した1460年、エンリケは「王子の村」において66年の生涯を閉じた。その生涯において、シエラレオネに到るまで、エンリケの派遣した船団はアフリカ沿岸の実に2400キロもの距離を踏破した。エンリケの事跡は後のジョアン2世の時代におけるポルトガルの海外進出への道筋を付ける形となり、エンリケの死から28年後の1488年には、バルトロメウ・ディアスによって、ポルトガルはアフリカ最南端の喜望峰を極めることとなる。
大航海時代の幕を開いたエンリケの名は、その死後、「航海王子」の敬称とともに呼ばれ、その名を今日に留めている。

## 肖像画を巡る謎

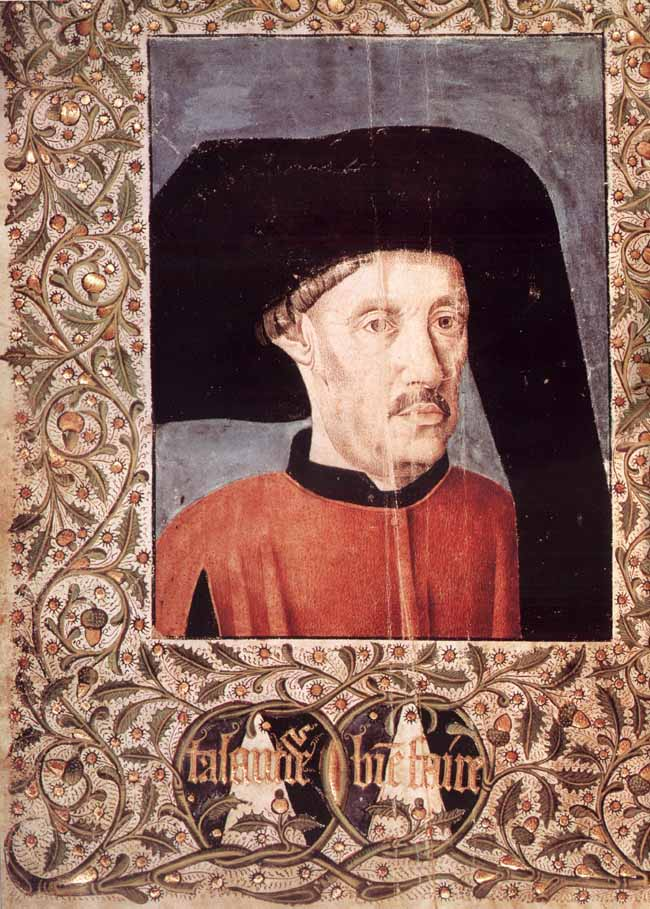
『ギネー発見征服誌』の挿絵と｢最善を尽くせ｣の標語

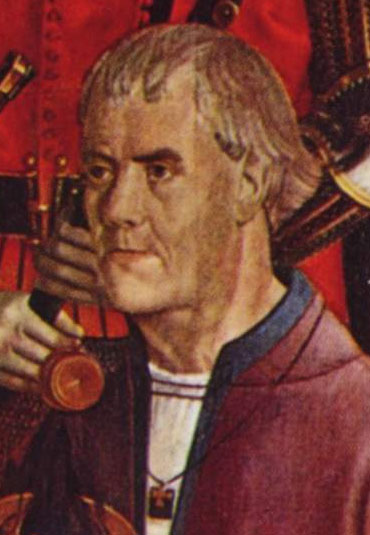
本当のエンリケ航海王子説の人物の肖像画

エンリケ航海王子を表した肖像画と言えば、一般に黒いシャペロンを被った口髭を生やした人物とされている。この根拠となったのは1837年に発見された『ギネー発見征服誌』で、黒いチャペロンを被った口髭を生やした人物の挿絵の下に｢最善を尽くせ｣と言うエンリケの標語が発見されたことから、挿絵の人物がエンリケ航海王子だと見なされたのである。
そして、1883年に『サン・ヴィセンテの祭壇画』が発見され、向かって左側から3番目の聖ヴィンセンテの右側に居る人物が『ギネー発見征服誌』の肖像画と同じ事から、これもエンリケと見なされ、“黒いチャペロンを被った口髭を生やした人物”と言うエンリケ航海王子像が定着したのである。
しかし、最近ではこの人物は棺の彫像の顔から寧ろ兄のドゥアルテ1世で、エンリケは向かって右から3番目の最前列の人物ではないかとの説が出ている。エンリケの棺の彫像と顔が似ている事、着ている服装がキリスト騎士団の物で、同騎士団の紋章を身に付けていることが理由である。

## 後世建てられた記念碑

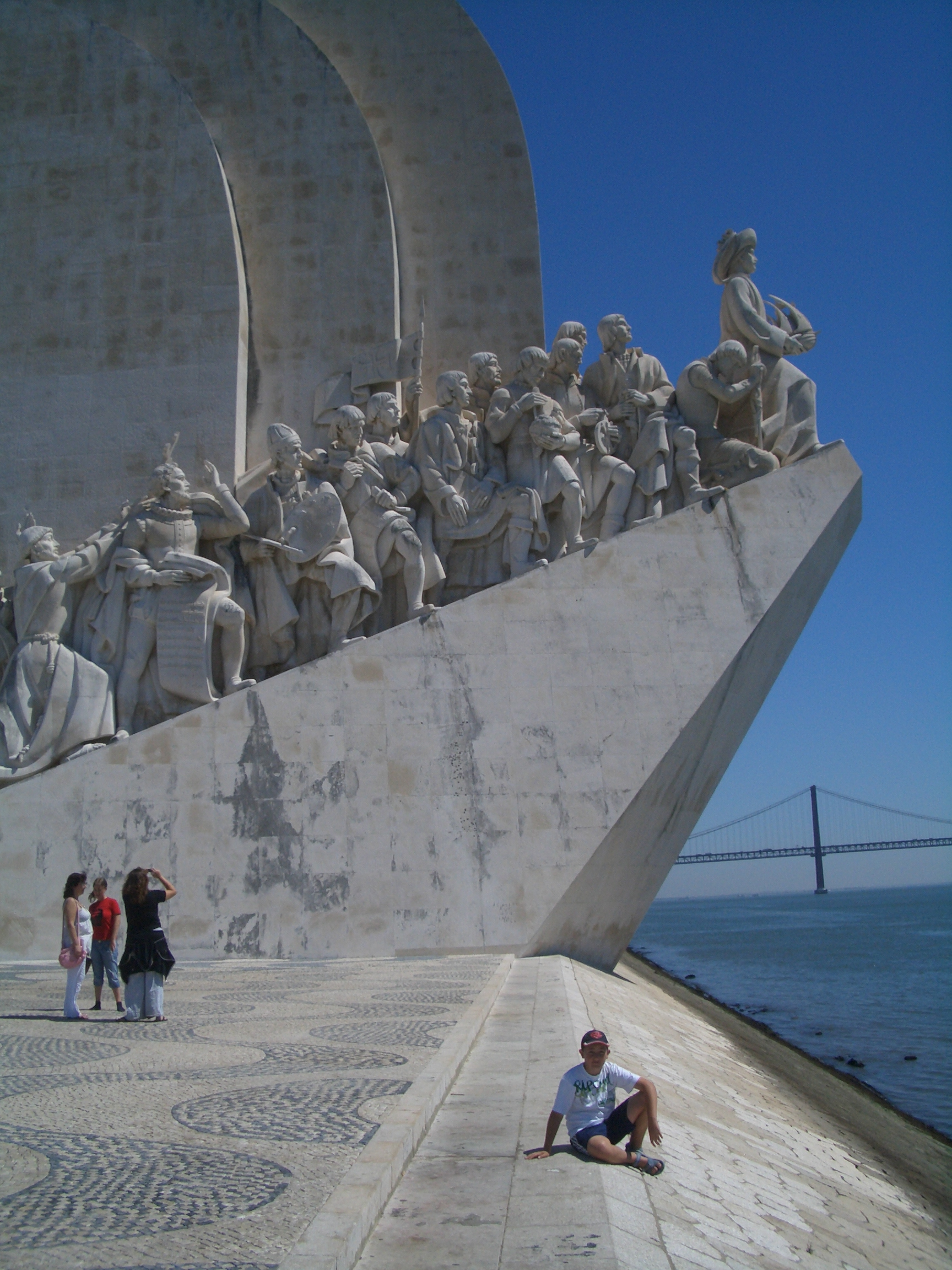
発見のモニュメント。舳先にエンリケ航海王子が立ち、それに多くの航海者たちが続く

1960年、エンリケの没後500年を記念し、ポルトガルの首都リスボン市内のテージョ川河岸に「発見のモニュメント」が建てられた。
1994年には、ポルトガル政府などからの贈り物として、探検家たちの事跡を記念したヘンリー航海王子公園（Prince Henry the Navigator Park）が、アメリカ合衆国・マサチューセッツ州、ニューベッドフォードのポープ島に建設された。

## 関連書籍
- 『エンリケ航海王子 大航海時代の先駆者とその時代』（著：金七紀男、発行：刀水書房、2004年） ISBN 488708322X